# 范星梅

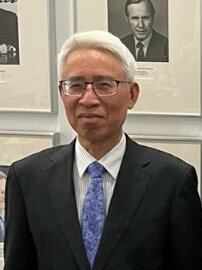
范星梅

范星梅（1963年—），男性，乂安省演州縣演祿社人，越南外交官。

## 生平
1979年至1984年在河內越南外交學院國際關係學院學習，畢業後於1985年進入越南外交部中國司任中國關係專家，期間曾經於1988年至1991年在前蘇聯外交學院學習，取得國際關係學碩士學位。1993年在英屬香港越南簽證處任隨員，1994年至1997年復任外交部中國司專家，1997年至2000年任越南駐香港總領事館領事官。
2000年起在外交部亞洲第一司任職，2003年任越南駐華大使館一秘、政治參贊。
2007年任越南外交部辦公廳副主任，同年改任越南外交部東北亞司副司長；2011年出任越南駐南寧總領事，2014年至2019年外交部東北亞司司長，2017年任越南外交部長助理。
2019年4月被任命為越南駐中華人民共和國兼驻密克羅尼西亞聯邦特命全權大使。同年10月11日到任。2024年12月，自驻华大使离任。